# Liam Cooper
Liam David Ian Cooper (Hull, 30 augustus 1991) is een Schots betaald voetballer die doorgaans als centrale verdediger speelt. Cooper speelt sinds 2014 voor Leeds United, waar hij in 2017 opnieuw aanvoerder werd. Ook in 2015 was Cooper al eens aanvoerder van Leeds.

## Clubcarrière
Cooper begon zijn loopbaan bij Hull City in 2008 en speelde 11 competitiewedstrijden in de hoofdmacht van Hull. Op 26 september 2009 debuteerde Cooper tegen Liverpool in de Premier League. Hull verloor met loodzware 6–1 cijfers. Op 17 maart 2010 tekende hij uiteindelijk een driejarig profcontract bij Hull.
Cooper werd door Hull City in 2011 uitgeleend aan achtereenvolgens Carlisle United en Huddersfield Town. Echt doorbreken deed Cooper pas bij League One-club Chesterfield, aan wie Hull hem verhuurde in de periode 2012–2013. Hier speelde hij 61 wedstrijden en scoorde vier keer. Met Chesterfield won Cooper in april 2014 als vaste waarde binnen het elftal de kampioenstitel in de League Two, de Engelse vierde divisie.
Cooper transfereerde in augustus 2014 van Chesterfield naar Leeds United, waarmee hij uitkwam in de Football League Championship. In juli 2020 was Cooper de eerste aanvoerder sinds Gordon Strachan in 1990 die met Leeds promoveerde naar ere-afdeling, na een afwezigheid van 16 jaar. Leeds werd namelijk kampioen.

## Interlandcarrière
Cooper werd op 27 augustus 2019 voor het eerst opgeroepen voor het Schots voetbalelftal door bondscoach Steve Clarke, voor de interlands tegen België en Rusland met oog op kwalificatie voor EURO 2021. Hij speelde mee in beide verlieswedstrijden en debuteerde tegen Rusland op 6 september 2019. Cooper werd op 7 juni 2024 door bondscoach Steve Clarke opgenomen in de Schotse selectie voor het EK 2024 in Duitsland. Schotland werd in de groepsfase uitgeschakeld na nederlagen tegen Duitsland (5–1) en Hongarije (0–1) en een gelijkspel tegen Zwitserland (1–1). Cooper kwam niet in actie op het toernooi.

## Erelijst
| Competitie   |              |              |              |              |
| Competitie   | Aantal       | Jaren        |              |              |
| Chesterfield | Chesterfield | Chesterfield | Chesterfield | Chesterfield |
| ------------ | ------------ | ------------ | ------------ | ------------ |
| League Two   | 1×           | 2013/14      |              |              |
| Leeds United |              |              |              |              |
| Championship | 1×           | 2019/20      |              |              |